# Cormelles-le-Royal
Cormelles-le-Royal  este o comună din Franța, situată în departamentul Calvados, în regiunea Normandia de Jos. Este o suburbie a orașului Caen din aglomerația căruia face parte.